# Maria-Hilf-Basilika (Twardogóra)

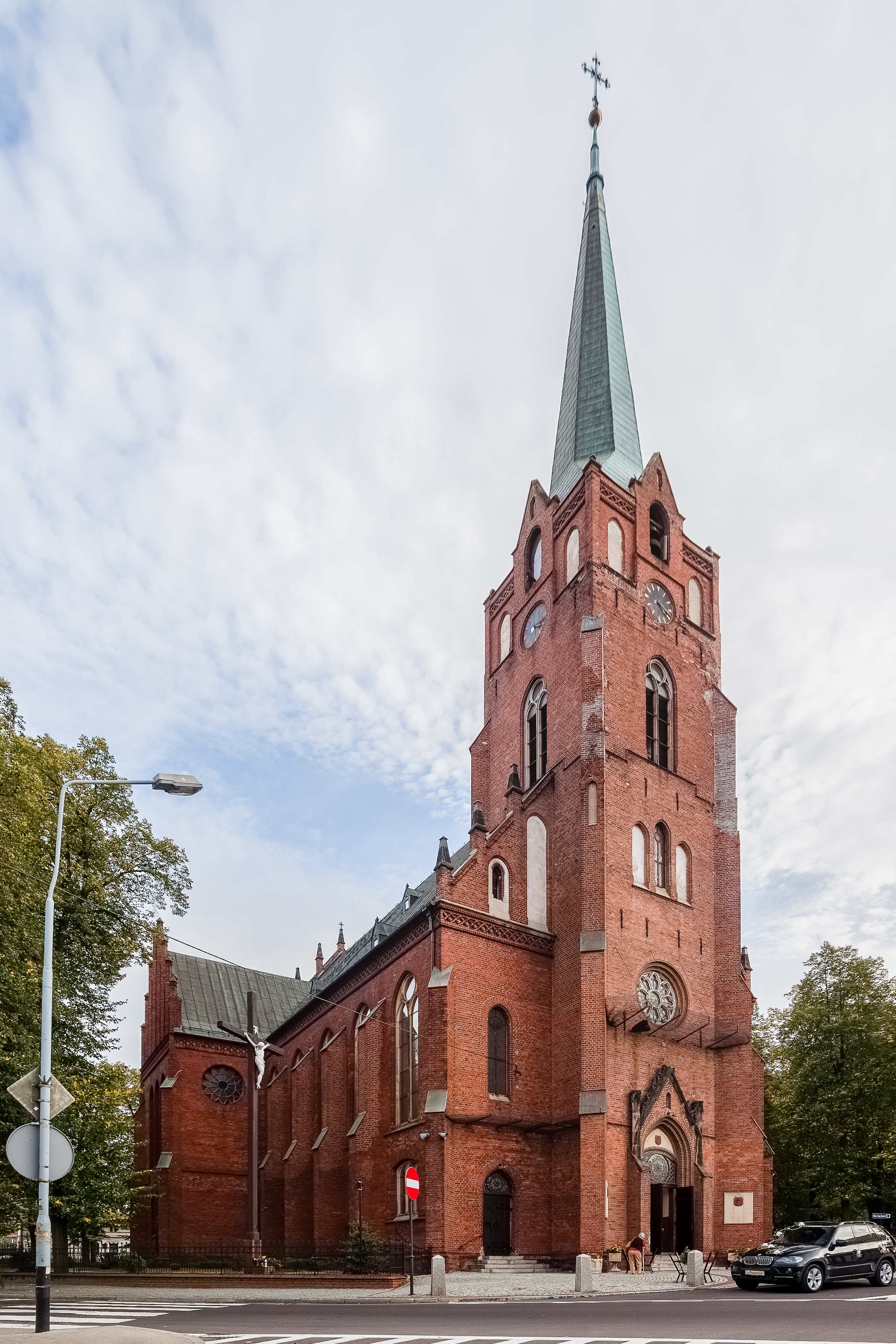
Basilika Maria Hilfe der Christen

Die Basilika Maria Hilfe der Christen (polnisch Bazylika Matki Bożej Wspomożenia Wiernych) ist eine römisch-katholische Kirche in Twardogóra (deutsch Festenberg) in der Woiwodschaft Niederschlesien, Polen. Die Pfarrkirche der Gemeinde Unserer Lieben Frau von der Himmelfahrt der Gläubigen des Bistums Kalisz mit dem Patrozinium Maria, Hilfe der Christen trägt den Titel einer Basilica minor. Das in den 1870er Jahren als protestantisches Gotteshaus errichtete neugotische Bauwerk wurde nach 1945 von der katholischen Kirche übernommen und ist denkmalgeschützt.

## Geschichte
Die Kirche Zum Kripplein Christi wurde 1688 bis 1690 im damaligen Festenberg auf Initiative von Eleonore Charlotte von Württemberg-Mömpelgard gebaut. Die am Oberring gelegene Kirche war damals die zweite Festenberger evangelische Kirche. Der hölzerne Saalbau mit zweistöckigen Emporen auf kreuzförmigem Grundriss wurde neue Pfarrkirche und diente zugleich als „Grenzkirche“ für die Protestanten der anliegenden katholischen/habsburgischen Gebiete Schlesiens. 1873 fiel sie einem Brand zum Opfer.
Der Bau der heutigen neugotischen Kirche erfolgte schon ab 1874 nach Plänen des Breslauer Architekten Carl Johann Lüdecke. Zusammen mit dem Baumeister Herman Gläsner und den Steinmetzen Seidel aus Oels und Pisker aus Namslau wurden bereits 1876 die Turmkugel und ein Kreuz auf den Turm gesetzt. Im selben Jahr wurde eine Uhr von G. Weiss aus Glogau installiert, ein Jahr später wurde die Glocke im Turm aufgehängt. Nach 1945 wurde die Kirche von den Salesianern übernommen, die das Innere wiederaufbauten und für eine katholische Kirche umgestalteten. Am 8. Dezember 1945 wurde am Hochaltar eine Marienfigur angebracht, die als eine Kopie des Gnadenbildes Maria Hilf in Turin vom Bildhauer Jan Szczerkowski geschaffen wurde. Die Marienstatue erhielt eine von Papst Johannes Paul II. geweihte Krone. Nach Berichten zur Wundertätigkeit der Marienfigur wurde die Kirche 1994 zum Heiligtum Niederschlesiens mit zahlreichen Wallfahrten. Die Kirche wurde 2005 zur Basilica minor erhoben.

## Architektur
Die neugotische „Obere“ Kirche (nach dem zentralen Oberen Platz, heute Piastenplatz) wurde neben Gebäuden aus dem 18. und 19. Jahrhundert errichtet. Ihr kreuzförmiger Grundriss entstammt der Vorgängerkirche und wurde durch einen wuchtigen Frontturm ergänzt. An die Saalkirche ist ein schmalerer, dreiseitig abgeschlossener Chor angeschlossen. Sie wurde in den Jahren 1874–1876 aus rohen Verblendziegeln mit Steinelementen errichtet.
Im Jahr 1989 wurde das Innere der Kirche gründlich renoviert. Das Giebeldach über dem Langhaus, dem Querschiff sowie der achteckige Helm wurden mit Kupferblech gedeckt.